# Tasmania (Schiff, 1884)
Die Tasmania war ein Passagierschiff der britischen Reederei Peninsular and Oriental Steam Navigation Company (P&O), das zwischen 1884 und 1887 Passagiere, Post und Fracht in einem regelmäßigen Linienverkehr von Europa über den Sueskanal nach Indien beförderte. Am 17. April 1887 prallte die Tasmania an der Südwestküste der Insel Korsika auf die der Küste vorgelagerten Felsen Les Moines (korsisch I Munacci, englisch Monachi Rocks) und wurde zu einem Totalverlust. 35 Menschen kamen ums Leben.

## Das Schiff
Das 4.488 BRT große Dampfschiff Tasmania entstand 1884 in der schottischen Hafenstadt Greenock auf der Werft von Caird & Company. Es lief am 17. Mai 1884 mit der Baunummer 237 vom Stapel und wurde am 27. Juni 1884 fertiggestellt. Eigner war die Peninsular and Oriental Steam Navigation Co. Ltd. (P&O), eine britische Schifffahrtsgesellschaft mit Hauptsitz in London. Dies war auch der Heimathafen der Tasmania.
Das Schiff war 121,9 Meter lang, 13,7 Meter breit und hatte einen maximalen Tiefgang von 7,6 Metern. Die zweizylindrige Verbunddampfmaschinen von Caird & Company, die eine Einzelschraube antrieben, leisteten 5.195 PSi und gewährleisteten eine Geschwindigkeit von 14 Knoten.
Sie war das zuerst fertiggestellte von vier neuen Schwesterschiffen. Die anderen waren die Chusan (1884), die Coromandel (1885) und die Bengal (1886). Die vier neuen Passagierdampfer waren komfortabel ausgestattet und verfügten über elektrisches Licht in den Passagierunterkünften; zudem waren sie mit wasserdichten Türen ausgestattet, die per Knopfdruck geschlossen werden konnten. Sie wurden so gebaut, dass sie im Fall eines Krieges schnell in Hilfskreuzer oder Truppentransporter umgewandelt werden konnten.

## Die letzte Fahrt
Im April 1887 befand sich die Tasmania unter dem Kommando von Kapitän Charles Perrin auf einer Fahrt von Bombay nach Marseille. Sie hatte 180 Passagiere und Besatzungsmitglieder an Bord. Der Maharadscha von Jodhpur war ein Passagier auf dieser Fahrt gewesen, war jedoch bereits in Sues von Bord gegangen. Er hinterließ sechs Kisten mit Edelsteinen auf dem Schiff, denen er später nachreisen wollte.
Am 17. April strandete  der Dampfer an der Südwestküste Korsikas in der Nähe von Roccapina auf den der Küste vorgelagerten Felsen Les Moines (korsisch I Munacci, englisch Monachi Rocks). Der Kapitän, der fünfte Offizier, einer der Steuermänner und 32 weitere Besatzungsmitglieder kamen bei der Evakuierung des Schiffs ums Leben. Alle Passagiere wurden gerettet und von zwei französischen Schiffen nach Marseille gebracht. Die britischen Überlebenden wurden von einem der Schwesterschiffe der Tasmania, der Chusan, von Marseille zurück nach Großbritannien gebracht.
Der britische Marinemaler William Lionel Wyllie hielt das Wrack der Tasmania in mehreren Bildern fest.